# 西南行政区 (莫斯科)

橘色部分為西南行政區所在位置

西南行政区（羅馬化：Yugo-Zapadny adminstrativny okrug），位於俄罗斯莫斯科的行政区。面积111.7平方公里，人口1,362,751人（2010年統計）。

## 行政區劃
西南行政区劃分為12个区。